# Balgau
 Balgau  (en alsacià Bàlgäu) és un municipi francès, situat a la regió del Gran Est, al departament de l'Alt Rin. L'any 2006 tenia 818 habitants.

## Demografia
| 1962 | 1968 | 1975 | 1982 | 1990 | 1999 |
| ---- | ---- | ---- | ---- | ---- | ---- |
| 408  | 421  | 486  | 543  | 629  | 708  |

## Administració
| Període | Identitat            | Partit |
| ------- | -------------------- | ------ |
| 1983-   | Jean-Louis Schelcher |        |

## Agermanaments
- Caudecoste